# Al-Muhammadijja (Algieria)
Al-Muhammadijja (ar. المحمدية, fr. Mohammedia) – miasto i gmina w Algierii, stolica prowincji Muaskar. W 2010 roku liczyło 47 390 mieszkańców.